# Suchaja Tunguska
La Suchaja Tunguska (in russo Сухая Тунгуска?, Tunguska secca) è un fiume della Russia siberiana orientale, affluente di destra dell'Enisej. Scorre nel Turuchanskij rajon del Territorio di Krasnojarsk.
Il fiume proviene dal lato occidentale dell'altopiano della Tunguska e scorre dapprima in direzione prevalentemente occidentale; nel medio corso svolta verso nord per dirigersi poi verso ovest nel basso corso. Sfocia nell'Enisej a 1 058 km dalla foce, presso il villaggio di Suchaja Tunguska. Ha una lunghezza di 212 km e il suo bacino è di 7 390 km². Il suo maggior affluente è la Bol'šaja Sigovaja (lungo 102 km) proveniente dalla sinistra idrografica.
È frequentato dagli appassionati di rafting e pesca. Il fiume è popolato da: luccio, pesce persico, coregone, lenok, taimen.